# 中央大質量天體
中央大質量天體（CMO）是位於星系或球狀星團等巨大恆星系統中心的天體。在前者的情况下，CMO可能是超大質量黑洞或核星團，甚至兩者同時存在。
質量最大的星系被認為總是包含一個超大質量黑洞（SBH）；這些星系不包含核星團，CMO被確認為SBH。較小的星系通常包含一個核星團（NSC）。在大多數這樣的星系中，尚不清楚是否存在超大質量黑洞，並且CMO被識別為NSC。一些星系，例如銀河系和NGC 4395，已知同時包含SBH和NSC。
雖然這表明「所有」星系都有CMO，並且星系形成的常見機制導致兩者，歐空局的中紅外線科學家托斯滕·博克（Torsten Böker）觀察到一些星系似乎既沒有SBH也沒有NSC。
星系隆起與CMO相關的質量大約是總質量的0.1-0.3%。

### 書目
- Böker, Torsten. . de Grijs, Richard; Lépine, Jacques R. D.  (编). . IAU symposium and colloquium proceedings 266. Cambridge University Press. 2010a. ISBN 9780521764995. ISSN 1743-9213.
- Böker, Torsten. . Macchetto, F. Duccio  (编). . Astrophysics and Space Science Proceedings. Springer Science & Business Media. 2010b. ISBN 9789048134007.